# Morový sloup (Zábřeh)
Morový sloup, který nyní zdobí horní část zábřežského Masarykova náměstí (okres Šumperk), byl postaven roku 1713. 

## Historie a podoba sloupu
Morový sloup dal postavit zdejší sládek Karel Josef Počta, který pracoval v nedalekém pivovaru jako památku na morovou epidemii, která tehdy na Zábřežsku a okolí mohutně řádila. Byl postaven z maletínského pískovce.
Vlastní sloup je uzavřen ve čtverhranné zahrádce vymezené kuželkovým zábradlím, ukončeným kamennou parapetní deskou. V nároží zahrádky jsou umístěny po všech stranách malé pilíře, na nichž figurují sochy svatého Rocha, svatého Šebestiána, svatého Jana Nepomuckého a svatého Floriána. 

## Opravy
Během třicátých let 20. století byl zrekonstruován. Poté již byl chráněnou památkou.
Roku 2008 podstoupilo sochařské dílo další rekonstrukci, jelikož řádily velké bouře a mnoho sloupů z jiných měst spadlo na zem a roztříštilo se. Byl rozebrán a na krátkou dobu odvezen pryč. Po několika týdnech byl navrácen v zrekonstruované podobě.